# Kōsuke Kimura
Kōsuke Kimura (木村光佑 Kimura Kōsuke) (Kōbe, Japón; 14 de mayo de 1984) es un exfutbolista japonés. Jugaba de centrocampista.

## Trayectoria
Kimura fue elegido por el Colorado Rapids en el Draft Complementario de la MLS 2007. Se convirtió en el primer jugador nacido en Japón en la historia de la Major League Soccer. En sus dos primeras temporadas jugó cuatro partidos. En 2008 jugó 18 partidos, 17 de ellos como titular.
Anotó el primer gol de su carrera el 2 de mayo de 2009, en un partido contra el Real Salt Lake. El 13 de noviembre de 2010, marcó el gol de la victoria contra San Jose Earthquakes que llevó a los Colorado Rapids a la final de la MLS Cup 2010. El 21 de noviembre de 2010, Kimura jugó los 90 minutos (más 30 minutos de tiempo extra) y ayudó a Colorado Rapids a ganar la MLS Cup 2010 contra el FC Dallas en Toronto, Ontario en Canadá.
El 7 de diciembre de 2017 Kimura fichó por el Nashville SC.

## Clubes
| Club                | País           | Temporadas  |
| ------------------- | -------------- | ----------- |
| Thunder Bay Chill   | Canadá         | 2004        |
| Colorado Rapids     | Estados Unidos | 2007 - 2012 |
| Portland Timbers    | Estados Unidos | 2012        |
| New York Red Bulls  | Estados Unidos | 2013 - 2014 |
| Widzew Łódź         | Polonia        | 2015        |
| Atlanta Silverbacks | Estados Unidos | 2015        |
| Rayo OKC            | Estados Unidos | 2016        |
| Tulsa Roughnecks    | Estados Unidos | 2017        |
| Nashville SC        | Estados Unidos | 2018 - 2019 |

## Palmarés

### Campeonatos nacionales
| Título  | Club            | País           | Año  |
| ------- | --------------- | -------------- | ---- |
| MLS Cup | Colorado Rapids | Estados Unidos | 2010 |